# 中江滋樹
中江滋樹（日语：／ Nakae Shigeki，1954年1月31日—2020年2月20日）是一名出身於日本滋賀縣近江八幡市的經濟記者，曾擔任投資期刊（日语：投資ジャーナル）會長。

## 生平

### 買賣股票的風雲人物
藉由父親身為證券公司社員的關係，小學時即開始嘗試操作股票。就讀於滋賀縣立彥根東高等學校時，加入名古屋的投資顧問公司「三愛經濟研究所」會員學習投資，當時投入保證金交易時自稱獲得當地教師「請告訴我買哪支股票好」的稱讚。在學期間成績優秀，自稱「數學全國模擬考排名第三」。
高中畢業後進入神戶大學經營學部，後來決定攻讀東京大學而休學。然而根據本人事後的說法，聲稱高校畢業後由於當時股市太賺錢了，於是放棄大學到名古屋市的證券公司打工。
1972年投入股市，並於1978年創立投資期刊社，發行雜誌主打「絕對賺錢」的投資技巧，也成為此後投資期刊事件的起源。隨著雜誌銷量增長，開始設立許多相關公司，也漸漸登上媒體版面，被譽為「兜町的風雲人物」（日语：兜町の風雲児）。當時與保聖那創業者南部靖之是盟友關係，也向佐々木ベジ提供7000萬日圓融資。
1985年的逮捕日前一天，類似的經濟詐騙事件豐田商事事件中心人物永野一男遭到刺殺（豐田商事會長刺殺事件），據說為了避免人身危險而先逮捕中江。1989年遭到判刑6年。

### 出獄後
1992年10月假釋。2006年9月22日下午，近江八幡市小幡町的自家一樓發生火災，被滋賀縣警近江八幡署以非現住建築物等放火未遂嫌疑的現行犯逮捕。根據採訪指出，當時他與同為養犬人士起衝突，進而經常與附近居民吵架，且中江母親在2004年12月曾經因精神問題入院一個月。
2012年透露「錢幾乎已經花光了」。2019年9月，在《日刊現代》以回顧自身事業作為主題進行連載。
2020年2月20日位於東京都葛飾區南水元的獨居公寓發生火災，在現場發現遺體。2月25日警視廳龜有警察署發表遺體確認為中江本人的消息。

## 人物
1985年投資期刊事件發生前，與歌手倉田真理子的兩人合照成為寫真週刊雜誌《FRIDAY》創刊號內容，隨後由於投資期刊事件進展倉田宣布從演藝圈引退。當時發掘倉田的事務所實質經營者、前朝日電視台專務三浦甲子二與中江關係良好，身為歌迷的中江透過這層關係取得三浦的介紹。中江曾表示「和倉田真理子僅約會4、5次而已。彼此沒有男女關係，要能搞到那麼好的女人就好了，真是可惜。」

## 関連文献
- 著書『大化け株だけが財（カネ）を20倍にする　巨富を築く逆転の株成金術』実業之日本社・実日新書、1983年
- 大下英治『若き牙の折れるとき　小説 中江滋樹』徳間書店・トクマノベルズ、1985年
- 比嘉満広『兜町の風雲児　中江滋樹 最後の告白』新潮社・新潮新書、2021年